# Сенная улица (Варшава)

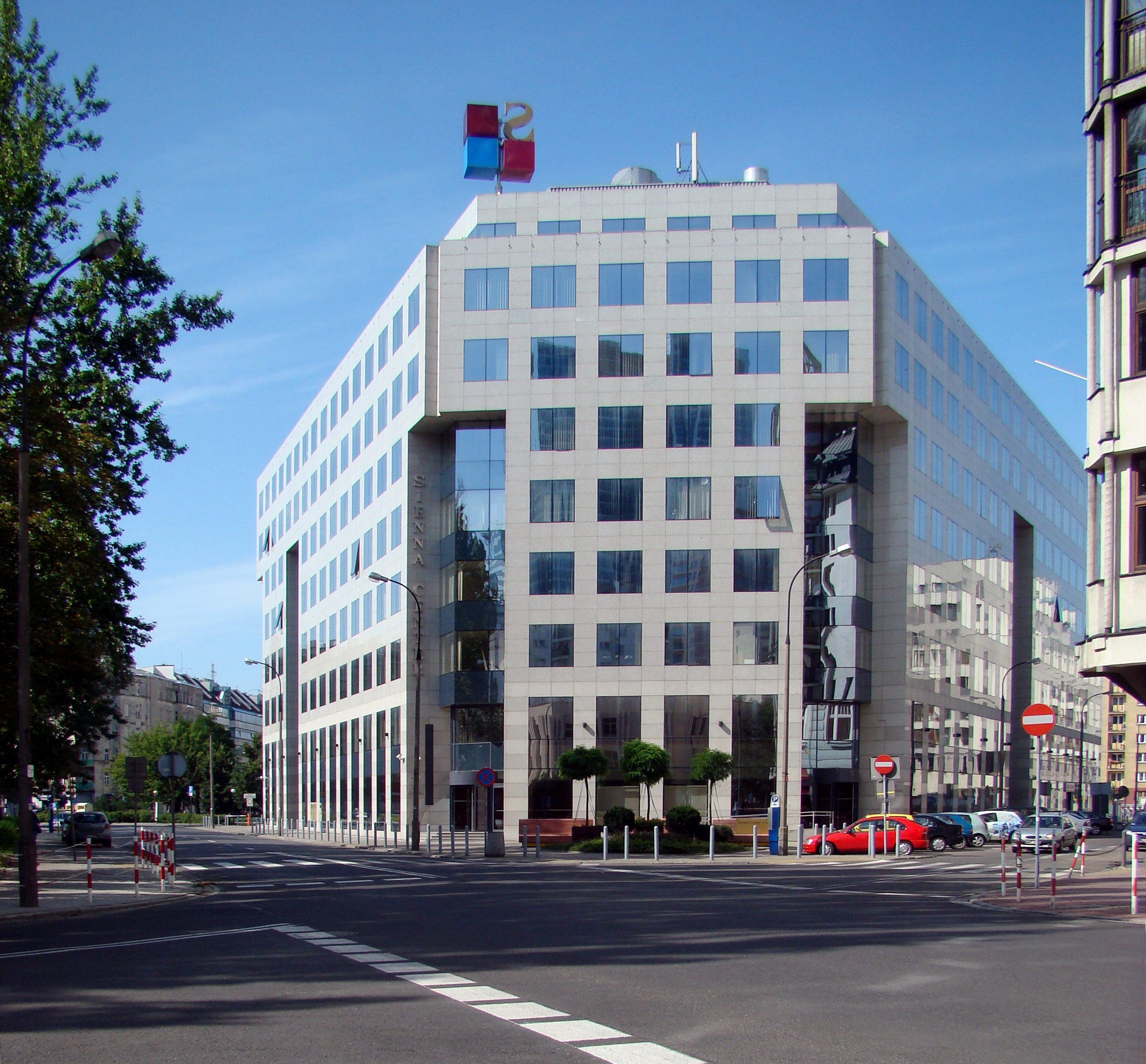
Перекрёсток улиц Сенной и Твёрдой — видно здание Сенной Центр

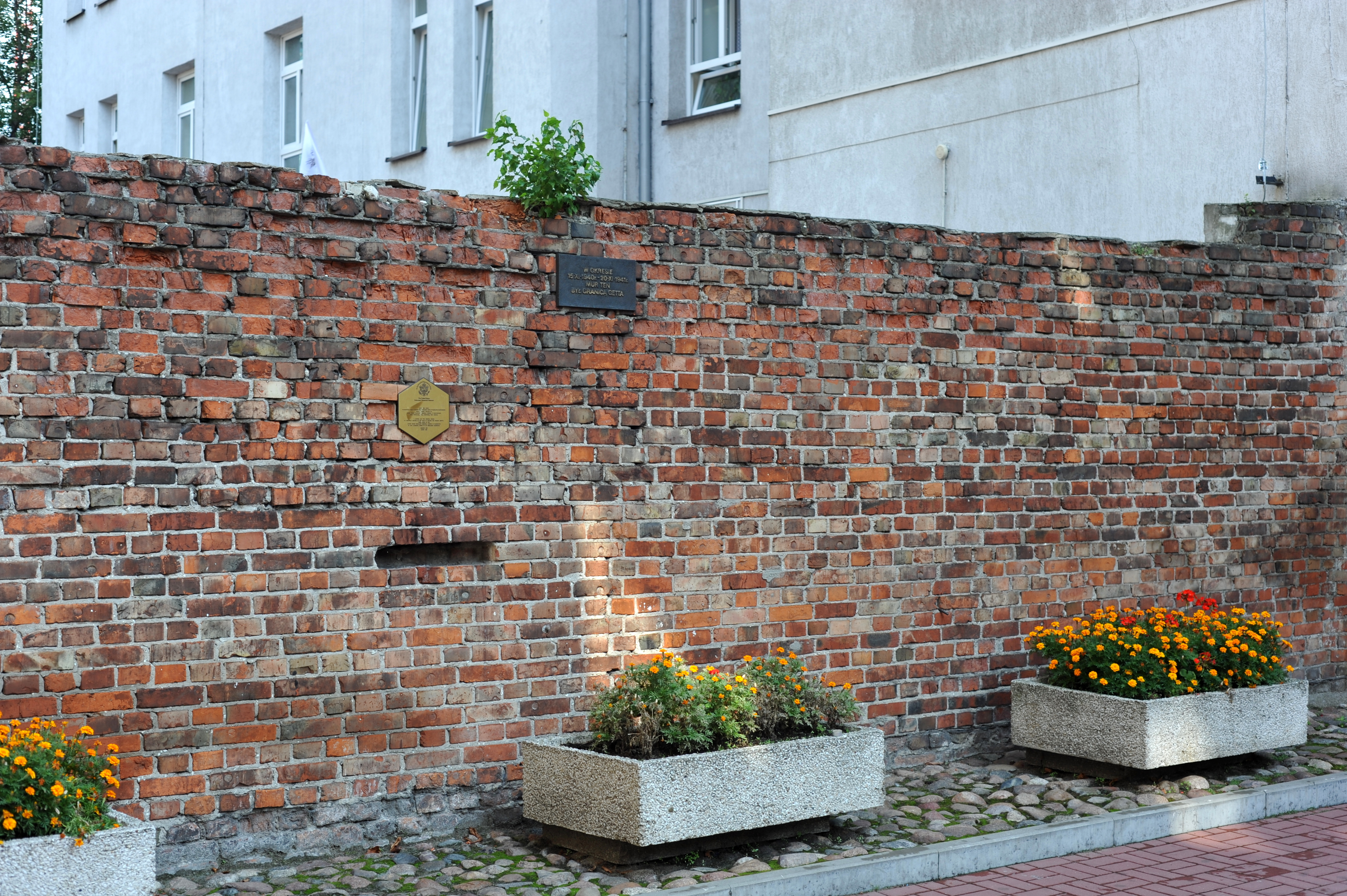
Уцелевший фрагмент стены варшавского гетто во дворе у Сенной улицы 55

Сенная улица (ulica Sienna) — улица в Варшаве, расположенная в центре города (районы Воля и, по пересечении ал. Иоанна Павла II, — Средместье) и проходящая от улицы Медной (Miedziana) до небольшой Сосновой (Sosnowa). 
В 1940—1943 гг. находилась в пределах Варшавского гетто.

## История
Первоначально это была грунтовая дорога, которая проходила между землями, принадлежащими в госпиталю св. Духа и землёй Веслов (переданной позднее сёстрам милосердия св. Казимира). Около 1767 года стала считаться улицей. Проходила от улицы Согласия до Железной (на отрезке от Твёрдой улицы до Железной имела вид обсаженной деревьями аллеи).
В 1770 г. улица официально получила название «Сенная». До 1780 г. на улице стояли десяток деревянных домов и усадеб, два каменных здания, а также кирпичный завод. В начале XIX века после пресечения с Сосновой улицей был построен пивоваренный завод.
Около 1820 г. на участке от улицы Твёрдой (ul. Twarda) до Железной (ul. Żelazna) — Сенная была реконструирована из аллеи в стандартную улицу. В первой половине XIX века улица была застроена 22 деревянными и 12 каменными домами. 

В 1862 г. улицу продолжили от Железной до Товарной; в окрестностях проложенного отрезка находилась торговая площадь названная площадью Витковского (с 1922 г . переименована в площадь Казимира Великого).
После 1870 г. начался снос деревянных зданий, а на их месте строили каменные четырёх- и пятиэтажные дома. Тогда же по проекту Л. Панчакевича был построен дом (№ 5/7) с фасадом в стиле модерн. 

После 1910 г. вдоль улицы начали возникать более видные постройки: в 1912—1914 гг. по проекту архитектора Т. Виишневского и под руководством А. Неневского было построено здание Общества работников торговли; компания архитекторов Х. Штифельмана и С. Вайсса построила дома под номерами 32 и 43. 
В межвоенный период на улице проживало, главным образом, еврейское население.
Во время немецкой оккупации улица находилась в пределах еврейского гетто. В 1944 г. самому большому уничтожению подверглись здания, расположенные между Злаковой и Сосновой улицами.
С 1952 г. часть Сенной улицы (от улицы им. Эмилии Плятер до ул. Маршалковской) проходит через территорию Дворца Культуры и Науки[уточнить]. 
После 1962 г рядом с улицей возникли микрорайоны: Золотой (Zlota) и Медный, состоящие из одиннадцатиэтажных жилых зданий.
В настоящее время на улице сохранилось всего нескольких зданий, построенных в начале XX века (например, номера 41, 43 и 45).